# アンモニウム白榴石
アンモニウム白榴石（アンモニウムはくりゅうせき、ammonioleucite）またはアンモニオ白榴石（アンモニオはくりゅうせき）は、鉱物（ケイ酸塩鉱物）の一種。化学組成は (NH4,K)AlSi2O6、結晶系は正方晶系。白榴石 (KAlSi2O6) のカリウムがアンモニウムイオンと置換したものであり、沸石グループの鉱物であるが結晶水を持たない。
アンモニウム基を含むケイ酸塩鉱物としては、アンモニウム長石、砥部雲母に次いで3番目に発見された。

## 産出地
群馬県藤岡市下日野・鈩沢（たたらざわ）で、鉱物科学研究所の堀秀道により発見された。長く同地以外では発見されていなかったが、2025年現在ではポーランド・シロンスク県の2か所からも報告されている。方沸石 (NaAlSi2O6・H2O) が熱水と接触することによりナトリウムがアンモニウムイオンと置換し、脱水して生成したと考えられており、発見前に同じ方法で合成も行われていた。
鈩沢部落南方の採石所で、三波川変成帯の緑色片岩が苦灰石化作用を受け変質して生じた細脈から白色鉱物として発見され、堀秀道や長島弘三らによって研究された結果新鉱物であることが確認された。堀秀道はアンモニウム白榴石の発見により1986年6月4日に櫻井賞を受賞した。

## 性質・特徴
主に白色をなし、樹脂光沢をもつ。発見当時は結晶の形状から方沸石と思われたが、ガラス光沢の方沸石とは光沢が異なるため分析したところ白榴石と似たパターンが得られたことが発見の契機となった。結晶は双晶が多く、結晶構造は粉末のリートベルト法により解析された。
上記の生成の過程から、標本の内部には未変性の方沸石が残ることが多い。